# Dally Randriantefy
Dally Randriantefy, född 23 februari 1977 i Antananarivo på Madagaskar, är en högerhänt tidigare professionell tennisspelare från Madagaskar.

## Tenniskarriären
Dally Randriantefy blev professionell spelare på WTA-touren 1994 och spelade på touren till och med säsongen 2005. Hon vann inga WTA-titlar, men vann 7 singel- och 3 dubbeltitlar i ITF-arrangerade turneringar. Hon rankades som bäst som nummer 44 i singel (april 2005) och som nummer 193 i dubbel (maj 2002). Hennes främsta singelmerit är en semifinalplatser i Tier III-turneringarna i Strasbourg och Acapulco 2005. 
Karriärsegrar över spelare som Mary Pierce och Silvia Farina Elia.

## Spelaren och personen
Dally Randriantefy kommer från en idrottsintresserad familj på Madagaskar, hennes far är idrottslärare och hennes syster Natacha är professionell tennisspelare. Hon började själv spela tennis vid 8 års ålder för att förbättra sin astma.
Hon var två gånger afrikansk ITF-mästare bland juniorer och var medlem i det turnerande afrikanska juniorlaget. Hennes största idrottsminne är när hon fick bära Madagaskars flagga vid inmarschen på Olympiska sommarspelen 1996 i Atlanta. 

## Titlar
- Singel
  - 2003 - ITF/Joue-Les-Tours-FRA
  - 2002 - ITF/Denain-FRA, ITF/Bordeaux-FRA
  - 2001 - ITF/Biella-ITA; 2000 - ITF/Joue-Les-Tour/FRA
  - 1999 - ITF/Le Touquet-FRA; 1993 - ITF/Marseille-FRA.

### Webbkällor
- WTA, spelarprofil